# Lillebjørn Nilsen
Bjørn Falk "Lillebjørn" Nilsen, född 21 december 1950 i Oslo, död 27 januari 2024 i Oslo, var en norsk sångare, musiker (gitarr, munspel, hardingfela m.m.), kompositör och textförfattare.

## Biografi
Nilsen blev först känd som medlem av duon The Young Norwegians 1967–1968 tillsammans med Bjørn Morisse ("Storebjørn") och senare också Steinar Ofsdal, men utmärkte sig snart som soloartist med texter på norska, även om han inspirerades av den amerikanska vissångarvågen med bland andra Pete Seeger och Bob Dylan. Flera av hans sånger har närmast blivit standards i Norge, däribland "Tanta til Beate" och "Stilleste gutt på sovesal 1", och han har också gett ut skivor med barnvisor.
Han har även samarbetat mycket med bland andra Steinar Ofsdal, och hade stor framgång som medlem av grupprojekten Ballade! (1978–1980, tillsammans med Lars Klevstrand, Åse Kleveland och Birgitte Grimstad) och Gitarkameratene (1988–1994, tillsammans med Jan Eggum, Halvdan Sivertsen och Øystein Sunde), som vann flera Spellemannpriser. Han har gett ut flera vissamlingar, däribland Trubadur til fots (1974) och Tekst og musikk: Lillebjørn Nilsen (1986), samt läroböcker i gitarr, bland annat Lillebjørns store gitarbok (1987).
Bland hans många album kan nämnas debuten Tilbake (1971), Portrett (1973, Spellemannprisen), Byen med det store hjertet (1975), Oslo 3 (1979), Original Nilsen (1982, Spellemannprisen), Hilsen Nilsen (1985), Sanger (1988) och Nære Nilsen (1993). Han har haft två stora hits: "Barn av regnbuen" (1973) och "Haba haba" (1974).
Nilsen har tilldelats flera utmärkelser, bland annat Prøysenprisen, Fritt Ords Pris, Oslo bys kunstnerpris och Oslo bys kulturpris.

## Diskografi
Soloalbum - studio
- 1971 – Tilbake
- 1973 – Portrett
- 1974 – …og Fia hadde sko
- 1975 – Byen med det store hjertet
- 1976 – Hei-fara!
- 1979 – Oslo 3
- 1980 – Live at Sioux Falls South Dakota!
- 1982 – Original Nilsen
- 1985 – Hilsen Nilsen
- 1988 – Sanger
- 1993 – Nære Nilsen

Samlingsalbum - solo
- 1978 – Lillebjørn Nilsens beste
- 1984 – Lillebjørn Nilsens utvalgte
- 1986 – Tekst og musikk: Lillebjørn Nilsen
- 1989 – Lillebjørn Nilsen
- 1996 – 40 spor: Nilsens 40 beste
- 2010 – Stilleste gutt på sovesal 1 (10 CD'er och en DVD)
- 2012 – Postkort fra Lillebjørn

Album med The Young Norwegians
- 1967 – Things on Our Mind
- 1969 – Music

Album med Ballade!
- 1978 – Ballade!!! på turné
- 1980 – Ballade! Ekstranummer
- 2005 – Ballade!s samlede (samlingsalbum)

Album med Gitarkameratene
- 1989 – Gitarkameratene (livealbum)
- 1990 – Typisk norsk
- 2010 – Kanon! (livealbum)